# Ernst Gosebruch
Ernst Gosebruch (* 4. Mai 1872 in Essen; † 2. Februar 1953) war ein deutscher Kunsthistoriker. Er war für die moderne Kunst einer der bedeutenden deutschen Museumsleiter im ersten Drittel des 20. Jahrhunderts.

## Leben
Ernst Gosebruch erhielt eine humanistische Schulbildung am Königlichen Gymnasium am Burgplatz zu Essen. Nach Studium der Philologie in München, Genf und Berlin und einigen Jahren als Privatlehrer folgte ein Studium der Kunstgeschichte in Berlin und Paris. Ab 1906 Volontariat am Kunstmuseum in Essen, dessen Leitung er ab 1909 übernahm. Er erwarb Werke von Chagall, Derain, van Gogh, Heckel, Kirchner, Lehmbruck, Macke, Mueller, Nolde, Pechstein, Schmidt-Rottluff, Signac und machte innerhalb weniger Jahre das Museum zu einem der fortschrittlichsten deutschen Häuser. Als dann 1921 der Kunstmäzen Karl Ernst Osthaus starb, gelang es ihm, die Stadt Essen und potente Gönner zu überzeugen, die Osthaus'sche Kunstsammlung aus dessen Hagener Folkwangmuseum für das Essener Museum zu erwerben, das seither den Namen Museum Folkwang trägt. 
Mit der Neuerwerbung war für Essen die Verpflichtung verbunden, ein neues Haus für diese anspruchsvolle Sammlung zu bauen. Diese Aufgabe stellte Gosebruch vor viele Probleme. Der Neubau entstand in den Jahren 1925–1929, doch die hochfliegenden Pläne stießen durch die einsetzende Weltwirtschaftskrise bald an Grenzen. Gosebruch wollte deutschen Künstlern Gelegenheit zu Wandmalerei im Museumsneubau geben. Eine Ausmalung des Brunnenraums durch Oskar Schlemmer wurde vollendet. Eine Ausmalung des Festsaals durch Ernst Ludwig Kirchner konnte Gosebruch nicht finanzieren und sie scheiterte auch an tiefen Missverständnissen zwischen Gosebruch und dem Künstler. 
Das Museum Folkwang in Essen war durch die große Erwerbung aus Hagen als Haus für moderne Kunst an die Spitze der deutschen Museen katapultiert worden. Gosebruchs eigene Ankäufe waren jedoch durchaus subjektiv. Viele wichtige moderne Künstler und Kunstrichtungen fehlten in seinem Museum. Auch war das Essener Publikum mit dem Kurs des Hauses keineswegs immer einverstanden. Gosebruch sah sich zunehmend öffentlichen Anfeindungen ausgesetzt. 
An die Spitze dieser Strömungen setzten sich im Jahre 1933 die Nationalsozialisten. Obwohl es ihnen auf Grund der Rechtskonstruktion des Museums nicht möglich war, Gosebruch zu entlassen, wurde er doch so sehr unter Druck gesetzt, dass er sich im September 1933 zu einer vorzeitigen Pensionierung bereitfand. Gosebruch ging nach Berlin und musste dort zusehen, wie sein Nachfolger, der überzeugte Nationalsozialist Klaus Graf von Baudissin, sein Lebenswerk zerstörte. Er selbst war noch jahrelang als Berater prominenter Kunstsammler tätig. Seine persönliche kleine Kunstsammlung verlor er im Krieg vollständig. Nach dem Krieg zog er nach Lübeck und später nach München.
Sein Sohn Martin Gosebruch wurde ebenfalls Kunsthistoriker.